# Ralph Kirby
Ralph Kirby – angielski trener klubu piłkarskiego FC Barcelona w  sezonie 1925–1926. Został zatrudniony przez ówczesnego prezesa klubu Arcadego Balaguera. Zdobył z drużyną Puchar Hiszpanii i Mistrzostwo Katalonii.